# Ahmad Šáh Masúd
Ahmad Šáh Masúd (احمد شاه مسعود), známý též jako Lev z Pandžšíru (2. září 1953 – 9. září 2001), byl legendární afghánský politik a vojevůdce tádžického původu, člen strany umírněného islamisty profesora Burhanuddína Rabbáního.
V islamistickém hnutí se Masúd pohyboval již jako student polytechniky za vlády prezidenta Muhammada Dáúda a tyto aktivity mu vynesly exil v Pákistánu, odkud se vrátil až po sovětské invazi v prosinci 1979. V 80. letech si jako jeden z předních mudžáhidů vydobyl pověst vynikajícího vojevůdce a svou obranou Pandžšírského údolí připravil Sovětské armádě těžké chvilky. Po odchodu okupantů bojoval dál proti promoskevskému režimu Muhammada Nadžíbulláha a podstatně přispěl k jeho pádu. – V dubnu 1992 obsadil spolu s uzbeckým generálem Abdulem Rašídem Dóstumem hlavní město Kábul. Tím získal pod svůj vliv hlavní symbol Nadžíbulláhovy komunistické vlády. Zároveň tím výrazně oslabil mocenské pozice radikálního válečníka Gulbuddína Hekmatjára, který se navzdory svým snahám stále více dostával mimo hlavní proud politického a vojenského vývoje.
V 90. letech se Masúd stal ve vládě Rabbáního ministrem obrany a patřil k hlavním protagonistům zničující války mezi mudžáhidy. Konflikt, někdy nazývaný válkou warlordů, probíhal především mezi tandemem Rabbání-Masúd (Tádžikové) a Gulbuddínem Hekmatjárem (Paštun). Jeho výsledkem byly tisíce mrtvých a zcela zničené hlavní město. Po vzniku hnutí Tálibán, jehož původním cílem bylo ukončit letitou anarchii v zemi, ubránil Masúd 11. března 1995 Kábul před jednotkami tálibů, avšak 26. září 1996 musel spolu s Rabbáním uprchnout do severních provincií země. Odsud jako vrchní velitel vojsk Severní aliance vzdoroval fundamentalistickému režimu Muhammada Umara až do konce svého života.
Dne 9. září 2001 byl na Masúda spáchán atentát, když dva sebevražední atentátníci, pravděpodobně příslušníci teroristické organizace Al-Káida, vydávající se za marocké novináře odpálili během rozhovoru s ním bombu skrytou v kameře. Masúd utrpěl těžká zranění, na jejichž následky během půlhodiny zemřel. Jeho smrt však byla tajena až do 13. září.
Dva dny po Masúdově smrti došlo k teroristickým útokům 11. září, ke kterým se přihlásila Al-Káida. Je tedy pravděpodobné, že Masúd byl touto organizací zavražděn z obav, že by spolupracoval s vojsky USA při případné intervenci proti Talibánu (v odpovědi na teroristické útoky). K té nakonec skutečně došlo v rámci Operace Trvalá svoboda.
Jen těžko by se mezi afghánskými veliteli a mudžáhidy nalezla charismatičtější postava, než byl Ahmad Šáh Masúd. O jeho osobní zbožnosti, prostém vystupování a vojenské obratnosti nemůže být pochyb. Na druhé straně jsou s jeho jménem spojeny i méně sympatické události z 1. poloviny 90. let (např. masakr Hazárů v hlavním městě).